# Gonsin (Tensobentenga)
Pour les articles homonymes, voir Gonsin.
Gonsin est un village situé dans le département de Tensobentenga de la province de Kouritenga dans la région Centre-Est au Burkina Faso.

## Géographie
Gonsin est situé à 2 km à l'Ouest de Tensobentenga, le chef-lieu du département, et à 8 km à l'Est de la route nationale 16.

## Démographie
| 2003  | 2006 | 2012 |
| ----- | ---- | ---- |
| 1 049 | 965  | -    |

## Santé et éducation
Le centre de soins le plus proche de Gonsin est le centre de santé et de promotion sociale (CSPS) de Tensobentenga.